# Pelixtitlan
Pelixtitlan är en ort i Mexiko.   Den ligger i kommunen Santiago Texcalcingo och delstaten Oaxaca, i den sydöstra delen av landet, 260 km sydost om huvudstaden Mexico City. Pelixtitlan ligger 2 080 meter över havet och antalet invånare är 376.
Terrängen runt Pelixtitlan är kuperad österut, men västerut är den bergig. Runt Pelixtitlan är det ganska tätbefolkat, med 144 invånare per kvadratkilometer. Närmaste större samhälle är San Gabriel Casa Blanca, 17,2 km sydväst om Pelixtitlan. Omgivningarna runt Pelixtitlan är en mosaik av jordbruksmark och naturlig växtlighet.